# カレログ
カレログとは、2011年8月29日から2012年10月10日まで、有限会社マニュスクリプト（資本金300万円、三浦義則社長）が運営していた女性向けAndroid 2.2対応スマートフォン向けアプリケーションサービスの名称。
同社は2012年10月10日により、後継アプリケーションサービス「カレピコ」を公開したが、2014年10月に同アプリの提供を終了。2018年1月、有限会社マニュスクリプトも破産となった。

## 概要
カレログとは観察対象者の男性が所有しているスマートフォン（Android端末）の情報を、女性会員に通知するというアプリケーションである。女性会員はパソコンのウェブサイトを使って、観察対象者である男性の現在地情報、観察対象者のスマートフォンのバッテリー残量、アプリケーションの一覧をリアルタイムで閲覧する事ができる。初期のバージョンでは、「プラチナ会員」になると、観察対象者である男性の通話記録を閲覧することもできた。
可愛らしい猫のイラストや、「カレログ」という命名により、女性を会員として、交際相手の男性（=彼「カレ」）を記録（=log「ログ」）するイメージでサービスを展開している。ただし、自明の事だがアプリケーションでは性別を判定する機能は実現できないので、男性が女性を観察対象にして使用することも可能である。実際に、マニュスクリプト社が編集にかかわった事を認めている「GALAXY S2 裏活用バイブル」（リイド社、2011年9月1日）では男性が女性のAndroid端末に仕込む想定の記事がある。基本的なサービスイメージとしては、女性が恋人のAndroid端末にこのアプリケーションをダウンロードし、位置情報を随時確認して浮気を防止したり、出会い系・成人向けのアプリケーションを使用していないか監視するという使い方が想定されている。バッテリー残量表示の機能は、観察対象者にとって都合が悪いときにAndroid端末の電源をシャットダウンして位置情報の送信を遮断し、あとで「電池が切れてしまった」と嘘をついて言い逃れをする行為を防止する意味がある。
あくまでカレログの利用者が対象となるAndroid端末の所持者から許可をとった上でダウンロードしてもらって利用することが定められているが、カレログをマーケットからダウンロードする作業自体はAndroid端末上で完結してしまう。そのため、無断であっても対象となるAndroid端末を操作する機会が得られれば、本人には知らせずにこっそりとインストールすることが可能であり、ストーキングへの悪用などが懸念されている。
2012年10月10日をもってカレログのサービスは終了し、後継アプリケーションサービス「カレピコ」をリリースしたが、2014年10月に同アプリの提供を終了した。

## 経緯
サービス発表後から、インターネット上を中心に「プライバシー侵害ではないか」「マルウェアではないか」「男性差別ではないか」といった理由で激しく批判された。
その後、2011年9月1日に、提供元のマニュスクリプトはカレログの公式サイト上で「お詫び」を発表し、端末所持者の同意をとった上で利用するというルールの厳格化や、端末利用者自身がカレログがインストールされGPSが作動していることに気づくような設計へ変更することなどを発表した。2011年9月3日からこれらの修正を施したバージョンがリリースされた。
2011年9月4日、セキュリティベンダーのマカフィーが本アプリケーションの最初のバージョンを「Android/Logkare.A」という不審なプログラム（PUP）としてコンピュータウィルスに認定している事が公になった。マニュスクリプトはサービス内容の改善した上でマカフィーに再調査を依頼した。
2011年9月5日夜、マニュスクリプトは、カレログの「プラチナ会員」制度を廃止し、会員への端末利用者の通話記録とアプリケーションのインストール状況の情報提供を停止した。「プラチナ会員」へは本会員との差額を返金する事となった。
2011年9月7日の産経新聞朝刊（東日本地域）の一面に記事が掲載された。これ以降、カレログがマスコミに大きく取り上げられた。
2011年9月9日の報道によると、マカフィーはカレログの新バージョンについてはスパイウェア認定を見送ることにした。他方でマカフィーは、マニュスクリプト自体も端末所持者の個人情報を収集できるシステムになっているにもかかわらず、登録に際しそのことを知らせるプロセスが十分でないことや、端末利用者自身が情報の送信を拒否できないことへの懸念を示した。これを受け、マニュスクリプトは端末側から位置情報などの送信を停止できる機能の導入を発表した。
2011年9月13日には、総務省が個人情報保護の観点から問題点を検討する方針を明らかにした。

## 法的な問題点
Microsoft Windowsの「リモート デスクトップ接続」「リモート アシスタンス」同様、端末所持者本人の同意を得たうえで利用することが前提となったサービスであるが、弁護士で元検察官の落合洋司によれば、同意を得ることなく勝手に端末にダウンロードして情報を取得した場合は民事でのプライバシー侵害に該当するとしている。他方で、刑事事件としての立件は適用条文が無く難しいという。
セキュリティ研究者の高木浩光はTwitter上で不正指令電磁的記録に関する罪（俗に言う「コンピューター・ウィルス作成・供用罪」）に関して、アプリの利用者（「カノジョ」）が端末の利用者（「カレ」）に許諾を得ないでインストールした場合はアプリの利用者（「カノジョ」）が供用罪に抵触する可能性があり、またアプリを提供したマニュスクリプト社については、当初のカレログの説明文、同社が編集にかかわった書籍「GALAXY S2 裏活用バイブル」（リイド社、2011年9月1日）の内容、及びアイコンの偽装などを含む当初のアプリケーション仕様など数々の問題点を指摘しつつ、仮にアプリ利用者が不正に供用することを目的として作成及び提供したとすれば「供用目的作成罪及び供用目的提供罪」に抵触する可能性があると論じている。弁護士の川村哲二も同様の可能性を指摘している。

## 関連アプリ
対策アプリとして、Google Playから「カレログチェッカー」や「カンシチェッカー」、「Location Spoofer」がある。カレログチェッカーはカレログが端末にインストールされていれば自動的に警告を表示するという直接的な対抗アプリとなっている。Location Spooferは端末のGPS機能を擬似ロケーションさせるもので、結果的にカレログによって位置情報を取得している者を欺くことができる。
カレログと同様に、悪用が懸念されるAndroid端末用のアプリとしては「Cerberus 反盗難」があるが、これは元々本人所有のAndroid端末の強盗・窃盗・紛失対策として開発されたものであり、端末の位置情報をGPS機能を使って外部から確認できるほか、遠隔操作によってAndroid端末自体をロックしたり、音声の録音・カメラ機能を使った撮影・通話記録の保存ができるなど、カレログ以上の機能を有している。
有限会社マニュスクリプトによる類似サービスとしては、利用者が端末の位置情報などを恋人・家族などの指定した人に向けて送信する「俺ログ」があり、さらに公式サイトでは、家族で情報を共有する「ファミログ」のサービス開始予定がアナウンスされていた。

## 運営会社破産
運営元の有限会社マニュスクリプトは2018年1月5日、東京地方裁判所より破産開始決定を受けた。負債総額は約4000万円。
同年5月28日、法人格消滅。